# Hietajärvi (sjö i Finland, Lappland, lat 66,52, long 26,40)
Hietajärvi är en sjö i Finland. Den ligger i kommunen Rovaniemi i landskapet Lappland, i den norra delen av landet, 700 km norr om huvudstaden Helsingfors. Hietajärvi ligger 176,1 meter över havet. Arean är 36,8 hektar och strandlinjen är 2,76 kilometer lång. Sjön  ingår i Kemi älvs huvudavrinningsområde. 